# Satoshi Matsuoka (científico informático)
Satoshi Matsuoka (en japonés: 松岡 聡) (1963) es un informático japonés nacido en Tokio.

## Historia/Personas
Graduado de Musashi High School en 1982. Graduado del Departamento de Ciencias de la Información, Facultad de Ciencias, Universidad de Tokio en 1986. Desde el tercer año de la escuela secundaria hasta el curso de maestría, estuvo involucrado en el período de fundación del Instituto de Investigación Hull, y estuvo involucrado en el desarrollo del software informático familiar "Pinball" en colaboración con Satoru Iwata, quien más tarde se convirtió en el director representante de Nintendo.
En 1989, fue contratado como profesor asistente en el Departamento de Ciencias y Tecnologías de la Información del curso de doctorado de la misma universidad, y luego de trabajar como profesor en el departamento de ingeniería de la información de la misma universidad, en 1996 se convirtió en profesor asistente en el Departamento de Matemáticas y Ciencias de la Computación de la Escuela de Graduados en Ciencias de la Información e Ingeniería del Instituto de Tecnología de Tokio. En abril de 2001, se convirtió en profesor en el Centro de Computación e Información Científica Global del Instituto de Tecnología de Tokio. En julio de 1993 obtuvo su diploma de Doctor en Ciencias (Universidad de Tokio). El título de su disertación es "Características del lenguaje para la extensibilidad y reutilización en lenguajes orientados a objetos concurrentes". En 2018 se convirtió en Director del Centro RIKEN de Ciencias Computacionales (R-CCS), y Profesor Visitante en el Instituto de Tecnología de Tokio.
Se especializa en sistemas paralelos de alto rendimiento (GPU, ahorro de energía, alta confiabilidad/procesamiento de datos a gran escala, IA de alto rendimiento, etc).
Incluyendo ACM HiPC, se ha desempeñado como presidente del programa de las principales sociedades académicas internacionales.
Conocido como la persona a cargo y diseñador de la supercomputadora TSUBAME operada por el Centro de Computación e Información Científica Global del Instituto Tecnológico de Tokio.
Se ha involucrado en la investigación y el desarrollo de la serie de supercomputadoras TSUBAME, la cual ha obtenido los primeros lugares del mundo en varios indicadores, incluidos ahorro de energía, algoritmos paralelos y programación de computadoras masivamente paralelas, tolerancia a fallas, ahorro de energía, big data e IA, e investigación como la fusión.
Después de recibir la Beca de la Sociedad Estadounidense de Maquinaria de Computación (ACM) (2009), el Premio ACM Gordon Bell (2011) y la Mención de Ciencia y Tecnología del Ministro de Educación, Cultura, Deportes, Ciencia y Tecnología (2013), en 2014 recibió el premio IEEE Sidney Fernbach, el máximo galardón en el campo de las supercomputadoras, siendo el primer japonés en recibir el galardón. En 2018, recibió el premio a la carrera de la conferencia internacional HPDC organizada por ACM, y en 2019 recibió el premio Asia HPC Leadership Award en SCAsia 2019.
Gerente general de la supercomputadora "Fugaku", que logró la primera cuádruple corona del mundo por primera vez en la historia en junio y noviembre de 2020 en TOP500, HPCG, HPL-AI y Graph500.

## Premios
- Premio al mejor artículo de IEEE, Simposio de lenguajes visuales de IEEE (1995)
- Premio al Mejor Artículo de la Sociedad de Procesamiento de la Información de Japón (1996)
- Premio en memoria de IPSJ Sakai (1999)
- Computerworld Computing Honors Laureate (2002)
- Premio ACM Reconocimiento al Servicio (2002)
- Premio IEEE IEEE Supercomputing StorCloud Challenge "Uso más innovador del almacenamiento en apoyo de la ciencia" (2005)
- Premio JSPS (2006)
- El 28° Top500 "Supercomputadora número 1 en Asia" (2006)
- Premio ISC 2008 de la Conferencia Internacional de Supercomputación (2008)
- Miembro de la Conferencia Internacional de Supercomputación (2009)
- "La gente a seguir" de HPC Wire en 2010 (2010)
- Miembro de la Asociación de Maquinaria Informática (2011)
- Premio ESPS de la Fundación de Promoción de Ciencias Eléctricas (2011)
- (Fundación incorporada de interés público) Fundación para la Promoción de la Ciencia y la Tecnología Eléctrica. Premio a la Promoción de la Ciencia y la Tecnología Eléctrica "Investigación y desarrollo que dieron cuenta de TSUBAME 2.0, la supercomputadora en funcionamiento más ecológica del mundo" (2011)
- Ministerio de Educación, Cultura, Deportes, Ciencia y Tecnología. Mención a la Ciencia y Tecnología del Ministro de Educación, Cultura, Deportes, Ciencia y Tecnología. Premio a la Ciencia y Tecnología (Categoría Desarrollo) "Desarrollo de la supercomputadora Petas más ecológica del mundo en funcionamiento" (2012)
- (Fundación incorporada de interés público) Fundación de información y comunicación de Okawa. Premio de publicación de Okawa Conferencia Iwanami Ciencia computacional Volumen separado "Supercomputadora" (2014)
- Premio Sydney Fernbach (2014), Conferencia internacional IEEE/ACM sobre supercomputación (Nueva Orleans, EE. UU.) (Ceremonia de entrega de premios, 18 de noviembre de 2014)
- HPC Wire HPC Wire 2015 Readers Choice Awards Liderazgo destacado en HPC copremio con el Prof. Jack Dongarra, Univ. Tennessee (2015)
- "La gente a seguir" de HPC Wire en 2017 (2017)
- Premio ACM 2018. Premio al logro ACM HPDC (2018)
- SC Asia SC Asia 2019 Premio al liderazgo en HPC de Asia (2019)
- Medalla con cinta morada (2022)[7]
- Premio Seymour Clay (2022)[8]
- Premio C&C (2022)[9]